# Ba Bể-sjön

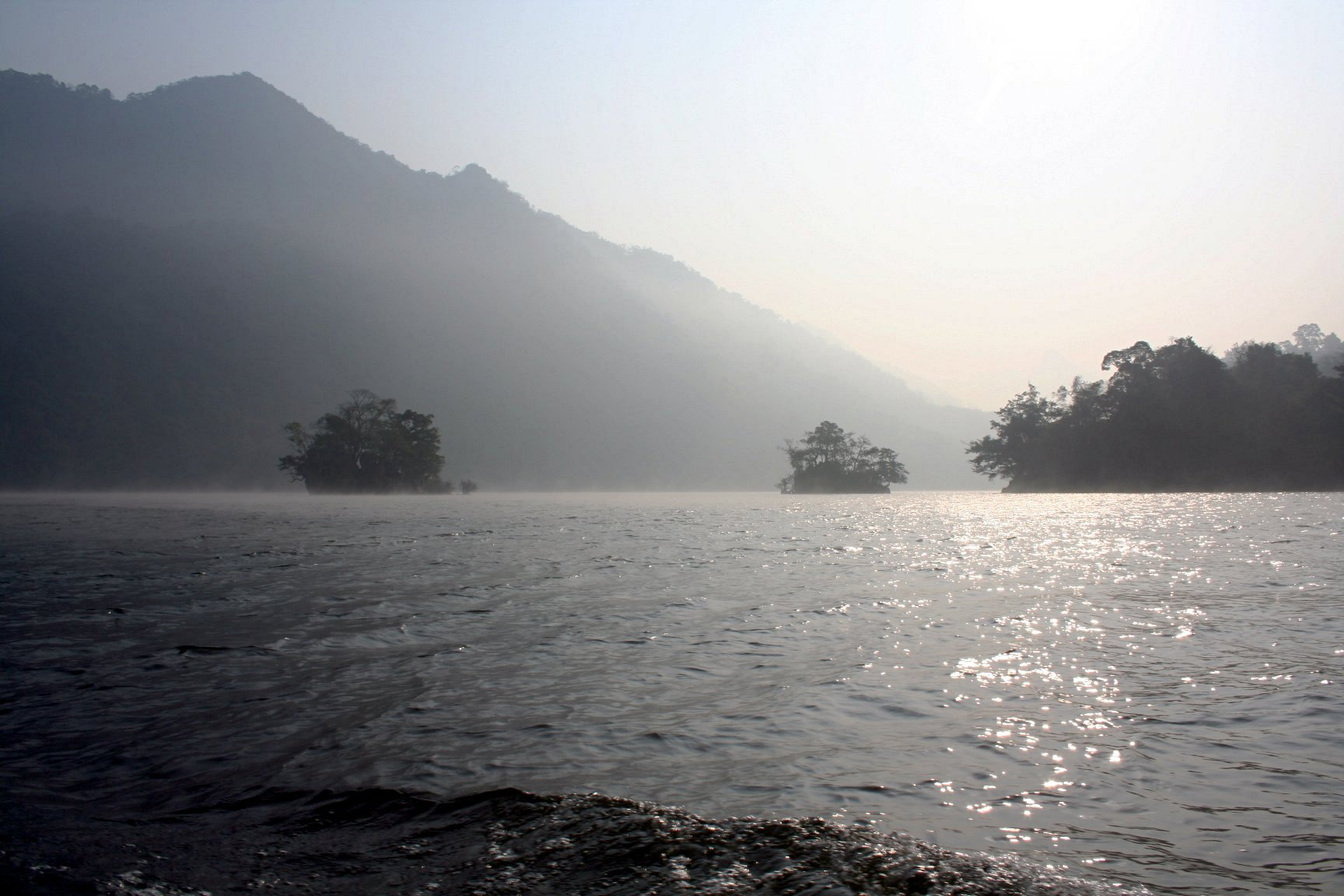
Ba Bể-sjön

Ba Bể-sjön (vietnamesiska: Hồ Ba Bể) är den största naturliga sjön i Vietnam. Den ligger i Bắc Kạn provinsen i nordöstra delen av landet. 
Ba Bể-sjön bildades för ungefär 200 miljoner år sedan, och är omgiven av klippor, som i sin tur täcks av naturskog. Sjön består av tre zoner som heter Pé Lầm, Pé Lù, och Pé Lèng. Tre floder, som heter Năng, Tả Han, och Nam Cường, är de viktigaste tillflöden till sjön. Năng floden kommer till sjön via ett stort vattenfall som heter Đầu Đẳng. I sjön finns också tre öar, Án Mã, Khẩu Cúm, och Po Gia Mải.
Sjön ingår i Ba Bể nationalpark.
- Wikimedia Commons har media som rör Ba Bể-sjön.